# 전투기총감
전투기총감(독일어: Inspekteur der Jagdflieger 인스펙토이어 데어 야크트플리거[*])은 독일 국방군 공군의 공군최고사령부(OKL)에 속한 보직이었다. 1941년 8월부터는 전투기대장(General der Jagdflieger 게네랄 데어 야크트플리거[*])이라는 명칭을 사용했다. 전투기총감은 전투기 병력의 준비, 훈련, 전술을 책임졌다.

## 역대 총감
| 1935년 8월 1일   | – | 1936년 4월 20일  | 전투기총감 | 로베르트 리터 폰 그라임 중령 |
| 1938년 4월 1일   | – | 1939년 1월 31일  | 전투기총감 | 브루노 뢰어처 소장           |
| 1939년 2월 1일   | – | 1940년 6월 4일   | 전투기총감 | 베르너 융크 대령             |
| 1940년 12월 19일 | – | 1941년 8월 5일   | 전투기총감 | 쿠르트베르트람 폰 되링 소장  |
| 1941년 8월 7일   | – | 1941년 11월 22일 | 전투기대장 | 베르너 묄더즈 대령           |
| 1941년 12월 5일  | – | 1945년 1월 31일  | 전투기대장 | 아돌프 갈란트 중장           |
| 1945년 1월 31일  | – | 1945년 5월 8일   | 전투기대장 | 고르돈 골로프 대령           |

## 참고 자료
- Isby, David C. (1998). The Luftwaffe Fighter Force—The View from the Cockpit. London: Greenhill Books. ISBN 978-1-85367-327-6.